# Rollstuhlleichtathletik
Rollstuhlleichtathletik bezeichnet zusammenfassend mehrere Leichtathletikdisziplinen, die körperlich Behinderte mit einem Rollstuhl ausüben können. Dazu gehören Rennrollstuhlfahren, Diskus- und Speerwurf, Kugelstoßen und Fünfkampf.

## Sportgeräte
Die modernen Rollstühle der Sportler sind besonders leicht, aerodynamisch und haben oft drei anstelle von zwei Rädern. Den Athleten werden die Rollstühle "auf den Leib geschneidert" um dem gestiegenen Anforderungsprofil zu entsprechen.
Bei technischen Disziplinen werden spezielle "Technikerstühle" verwendet, die mit Spanngurten fest am Boden verankert werden. Alle Rollstühle sind Einzelanfertigungen und werden speziell für den entsprechenden Sport angepasst. So haben Speerwurfrollstühle beispielsweise eine Halterstange für den Speer und Diskus- und Kugelrollstühle Armlehnen um die fehlende Rumpfmotorik auszugleichen.

## Wettkämpfe
Für Rollstuhlleichtathleten gibt es spezielle Wettkämpfe in verschiedenen Klassen. So können sich Sportler in regionalen Wettbewerben, landesweiten Wettbewerben, Wettkämpfe auf Bundesebene, beispielsweise Deutsche Meisterschaften, oder internationalen Wettbewerben, messen. Zu den Internationalen Wettkämpfen zählen Europameisterschaften, Weltmeisterschaften und die Paralympischen Spiele. Da Leichtathletik ein paralympischer Sport ist, treffen sich dort alle vier Jahre die weltweit besten Athleten.
Siehe auch: Behindertensport